# Nikon (Wasin)
Nikon, imię świeckie Nikołaj Wasin (ur. 1 stycznia 1942 w Lipiecku) – rosyjski biskup prawosławny. 

## Życiorys
Urodził się w religijnej rodzinie prawosławnej. Po ukończeniu ośmioletniej szkoły podstawowej rozpoczął pracę w fabryce. Następnie odbył trzyletnią służbę wojskową (1961–1964), po czym wrócił do pracy w dotychczasowym charakterze, kontynuując wieczorowo naukę. W 1973 został przyjęty na drugi rok nauki w seminarium duchownym w Odessie, które ukończył trzy lata później. 9 września 1976, jako celibatariusz, został wyświęcony na diakona przez biskupa woroneskiego Juwenaliusza. Ten sam duchowny, dzień później, udzielił mu święceń kapłańskich i wyznaczył na proboszcza parafii Opieki Matki Bożej we wsi Pawłowka.
W latach 1978–1983 w trybie zaocznym ukończył studia teologiczne w Moskiewskiej Akademii Duchownej. W czasie nauki, 21 marca 1980, złożył śluby zakonne przed biskupem Juwenaliuszem; w cerkwi Narodzenia Pańskiego w Lipiecku, przyjmując imię Nikon na cześć św. Nikona Pieczerskiego. W 1982 został mianowany ihumenem, zaś w 1990 podniesiony do godności archimandryty. W tym samym roku arcybiskup woroneski i lipiecki Metody (Niemcow) wyznaczył go na kapelana Akatowskiego Monasteru św. Aleksego Moskiewskiego. 1 czerwca 1991 został przełożonym monasteru Narodzenia Matki Bożej w Zadońsku, pierwszym po jego restytucji.
31 marca 1996 patriarcha moskiewski i całej Rusi Aleksy II wyświęcił go na biskupa zadońskiego, wikariusza eparchii woroneskiej. 7 maja 2003 stanął, jako locum tenens, na czele nowo utworzonej eparchii lipieckiej i jeleckiej. 26 grudnia tego samego roku został jej biskupem ordynariuszem. 1 lutego 2011 podniesiony do godności arcybiskupiej, zaś 23 czerwca 2013 otrzymał godność metropolity.
W 2019 r. został przeniesiony w stan spoczynku w związku z osiągnięciem 75. roku życia, zaś jako miejsce jego stałego pobytu wyznaczono monaster Narodzenia Matki Bożej w Zadońsku.